# Coralie Balmy
Coralie Balmy   (La Trinité, 2 de juny de 1987) és una nedadora francesa d'estil lliure nascuda  a l'illa Martinica. Va guanyar el seu primer gran títol en els Campionat Europeu de Natació de 2008 de Eindhoven en l'estil lliure 4 × 200 relleus. En els mateixos campionats va guanyar la medalla de plata en 400 metres estil lliure amb un temps de 4:04,15, cambra millor temps de tota la història just per darrere de l'actual posseïdora del rècord del món Federica Pellegrini. En els Jocs Olímpics de Pequín 2008, va acabar quarta en la final de 400 m estil lliure. El 6 de desembre de 2008 va establir el rècord mundial per 200 metres d'estil lliure (SC) en el Campionat Nacional de França a Angers, França, amb un temps d'1:53,16. Als Jocs Olímpics de Londres 2012 el seu equip d'estil lliure de 4×200 metres va guanyar el Bronze amb un temps de 7:47.49. (Camille Muffat (1:55.51); Charlotte Bonnet (1:57.78); Ophélie-Cyrielle Étienne (1:58.05); Coralie Balmy (1:56.15))

## Assoliments
- 2007: Campionat Europeu en piscina curta

3a 200 m estil lliure (1:54,43)
- 2008: Campionat Europeu en piscina olímpica

1º 4×200 m estil lliure (7:52,09)
2a 400 m estil lliure (4:04,15)
- 2012: Jocs Olímpics de Londres 2012

3a 4x200m estil lliure (7:47,49)